# Hacımusa, Saruhanlı
Hacımusa là một xã thuộc huyện Saruhanlı, tỉnh Manisa, Thổ Nhĩ Kỳ. Dân số thời điểm năm 2011 là 165 người.